# カディス
カディス（スペイン語: Cádiz）は、アンダルシア州カディス県のムニシピオ（基礎自治体）。カディス県の県都である。スペイン南西部の港湾都市として重要な役割を果たしている。カディス司法管轄区に属する。大西洋に面するカディス県の海岸はコスタ・デ・ラ・ルス（光の海岸）と呼ばれる。

## 歴史
紀元前10世紀頃、地中海交易で活躍していたフェニキア人が築いた拠点がカディスの起源とされ、フェニキア人によってガディル（Gadir）と称された。当初はイベリア半島の一部ではなく、半島から離れた小島だったと考えられている。土砂の堆積などによってやがてイベリア半島と結びついた。古代ギリシア人にもカディスは知られており、彼らにはガデイラ（Gadeira）として記されていた。その後ローマ帝国、西ゴート王国の支配を経て、イスラム勢力による征服を受けた。しかし13世紀半ば、レコンキスタ運動のもとカスティーリャ王国のアルフォンソ10世がイスラム勢力からカディスを奪い、再びキリスト教勢力の統治下におかれた。その後、カスティーリャ王国とアラゴン王国が合併してスペイン王国が成立したことにともない、カディスはスペイン領となった。
大航海時代、街はルネサンスの影響を受けた。クリストファー・コロンブスがカディスより第2回目と第4回目の航海に出た。後にカディスの街はインディアス艦隊の拠点港となった。 その結果、街はスペインの敵国、特にイングランドの主な攻撃目標となった。16世紀にはバーバリ海賊らによる度重なる侵略の失敗もあった。1569年、旧市街の大部分が大火に見舞われた。1587年4月、イングランド海軍軍人のフランシス・ドレークによる侵攻で、港が3日間占領された。多くの店舗と31隻の船が破壊され、6隻の船が拿捕された。この攻撃でスペインのアルマダの進水式が1年遅れた。
1596年、街はエセックス伯ロバート・デヴァルーとノッティンガム伯チャールズ・ハワードによる侵略に苦しんだ。チャールズ・ハワードは街の一部を接収したが、街や港を支配することは不可能であった。さらに1625年、バッキンガム公ジョージ・ヴィリアーズがカディスの侵略を開始したがスペインに撃退された。1654年に開始された英西戦争では、1655年から1657年の間、ロバート・ブレイク提督がカディスを封鎖した。1702年のカディスの戦いでイングランドはジョージ・ルーク（George Rooke）やオーモンド公ジェームズ・バトラーの指揮下で再度攻撃をしかけたが、包囲するための多額の費用負担が生じ撤収した。
18世紀初頭のスペイン継承戦争でブルボン家（ボルボン家）のフェリペ5世のスペイン王位が承認されると、商業活動の振興を図るボルボン家のもとでカディスはさらに発展する。
18世紀、グアダルキビール川の砂州が生じたことで、スペイン政府はスペイン領アメリカとの貿易を独占してきた上流のセビリアから、大西洋へのアクセスの良いカディスに港を移した。この間、街はアメリカ大陸との貿易が、スペイン全体の4分の3を占め、黄金期を迎えた。カディスはスペインで最も素晴らしく、国際的な街となり、海外との貿易拠点となった。その中で最も裕福だったのはアイルランド系のコミュニティであった。現在の旧市街の歴史的建造物の多くは、この時代のものである。

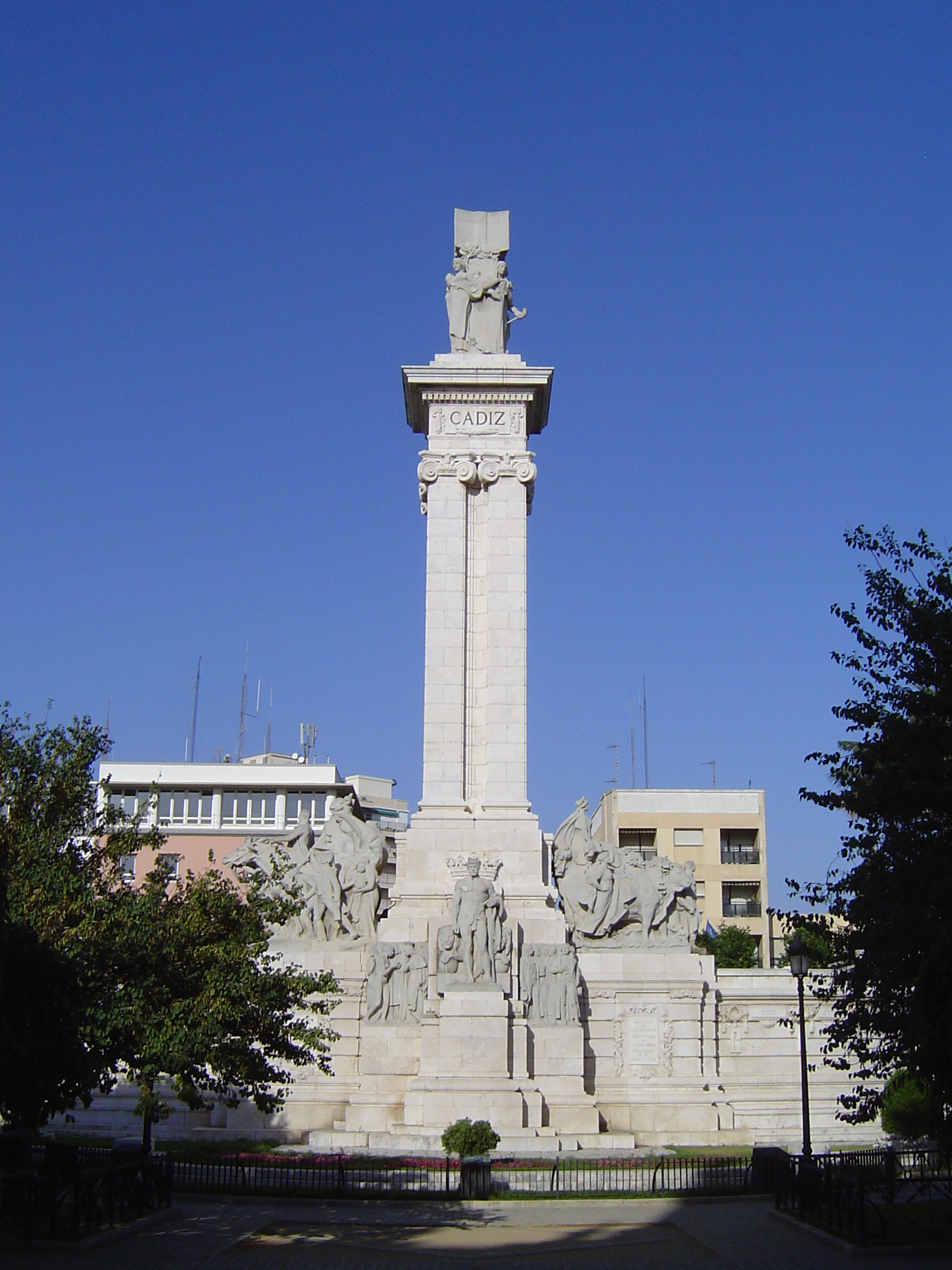
1812年憲法の記念碑

しかし18世紀末に、街は再び襲撃を受けた。1797年2月から1798年4月までイギリスがカディスを包囲し、封鎖したが、これも戦費が原因で失敗に終わった。サンタ・クルスでの敗北から戻ったホレーショ・ネルソン提督が1800年に街を砲撃した。19世紀のナポレオン・ボナパルトの時代、カディスはスペインにおいてフランスの侵略に対抗できた数少ない街の一つであり、カディスにはその支配は及ばなかった。そのため、カディスのサン・フェリペ・ネリ教会で国民議会が開催された。これはスペイン初の近代議会とされる。国民主権を確認し、それまでの身分制社会における封建的諸制度を撤廃し、1812年憲法（カディス憲法）が採択された。しかし、スペインに戻ったボルボン家の国王は憲法に理解を示さず、絶対君主として振る舞おうとした。
こうした歴史的経緯と、それまでに培われていた自由を重んじる気風から、19世紀のカディスは自由主義的な運動の発端となった。ウィーン体制の発足後、ボルボン家の復古王政下で1820年よりラファエル・デル・リエゴのもとで自由主義的改革が図られた（1823年までに鎮圧される）。また、1868年の九月革命でボルボン家の国王が亡命する際も、カディスでの蜂起がその契機となっている。
20世紀には、マヌエル・アサーニャの人民戦線内閣に対してスペイン領モロッコで蜂起したフランコが、モロッコとイベリア半島を結ぶ重要な拠点として早期に占領した。（スペイン内戦も参照。）

## 地勢・産業

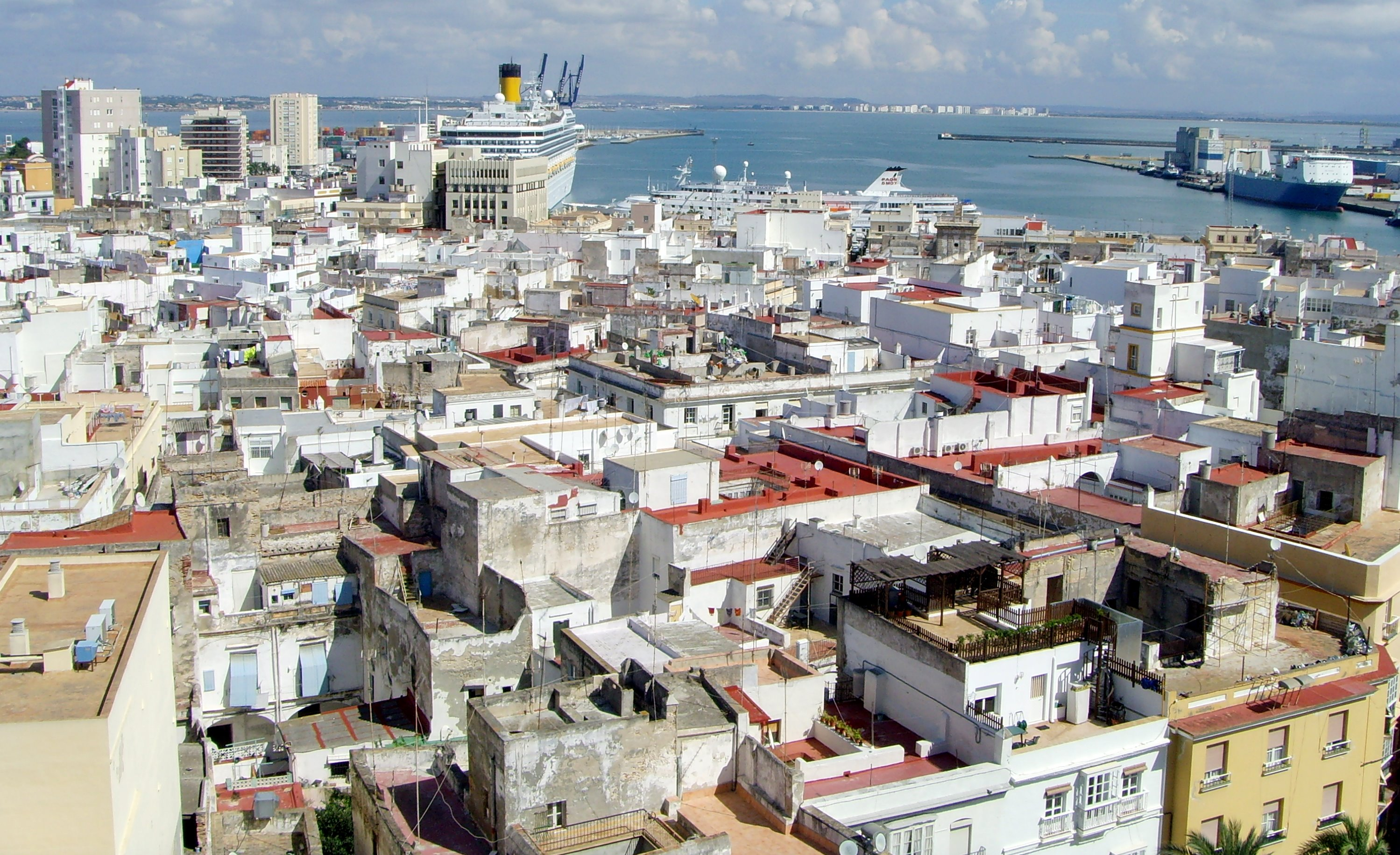
カディス港を望む

大西洋に面する港湾都市。紀元前より貿易港として栄え、現在も工業製品やぶどう酒など様々な商品が積み出される。アフリカなど各地へ向かう船も発着する。近隣の都市としては、約25キロ北西のヘレス・デ・ラ・フロンテーラ、85キロ南東のアルヘシーラスなどが挙げられる。
ナバンティア国営造船所の工場があり、内外向けの艦艇の製造が行われている。

## 気候
カディスは暑い夏で、地中海気候である（狭い半島に位置するため、海洋の影響が大きい）。夏の夜は熱帯性であるものの、昼間の気温はヘレス・デ・ラ・フロンテーラやアンダルシアの非常に暑い内陸部などと比べると、比較的に穏やかである。
| カディス (1981–2010)の気候                        | カディス (1981–2010)の気候 | カディス (1981–2010)の気候 | カディス (1981–2010)の気候 | カディス (1981–2010)の気候 | カディス (1981–2010)の気候 | カディス (1981–2010)の気候 | カディス (1981–2010)の気候 | カディス (1981–2010)の気候 | カディス (1981–2010)の気候 | カディス (1981–2010)の気候 | カディス (1981–2010)の気候 | カディス (1981–2010)の気候 | カディス (1981–2010)の気候 |
| 月                                                | 1月                        | 2月                        | 3月                        | 4月                        | 5月                        | 6月                        | 7月                        | 8月                        | 9月                        | 10月                       | 11月                       | 12月                       | 年                         |
| ------------------------------------------------- | -------------------------- | -------------------------- | -------------------------- | -------------------------- | -------------------------- | -------------------------- | -------------------------- | -------------------------- | -------------------------- | -------------------------- | -------------------------- | -------------------------- | -------------------------- |
| 最高気温記録 °C （°F）                            | 22.5 (72.5)                | 25.3 (77.5)                | 29.0 (84.2)                | 31.4 (88.5)                | 36.5 (97.7)                | 37.6 (99.7)                | 40.0 (104)                 | 43.0 (109.4)               | 37.8 (100)                 | 31.5 (88.7)                | 27.6 (81.7)                | 23.6 (74.5)                | 43 (109.4)                 |
| 平均最高気温 °C （°F）                            | 16.0 (60.8)                | 16.8 (62.2)                | 18.8 (65.8)                | 19.9 (67.8)                | 22.1 (71.8)                | 25.3 (77.5)                | 27.7 (81.9)                | 27.9 (82.2)                | 26.3 (79.3)                | 23.4 (74.1)                | 19.6 (67.3)                | 16.9 (62.4)                | 21.6 (70.9)                |
| 日平均気温 °C （°F）                              | 12.7 (54.9)                | 13.8 (56.8)                | 15.5 (59.9)                | 16.8 (62.2)                | 19.1 (66.4)                | 22.4 (72.3)                | 24.6 (76.3)                | 25.0 (77)                  | 23.3 (73.9)                | 20.3 (68.5)                | 16.5 (61.7)                | 13.9 (57)                  | 18.6 (65.5)                |
| 平均最低気温 °C （°F）                            | 9.4 (48.9)                 | 10.7 (51.3)                | 12.3 (54.1)                | 13.7 (56.7)                | 16.2 (61.2)                | 19.5 (67.1)                | 21.4 (70.5)                | 22.0 (71.6)                | 20.3 (68.5)                | 17.3 (63.1)                | 13.4 (56.1)                | 10.9 (51.6)                | 15.4 (59.7)                |
| 最低気温記録 °C （°F）                            | 0.2 (32.4)                 | −1.0 (30.2)                | 3.0 (37.4)                 | 6.5 (43.7)                 | 9.2 (48.6)                 | 11.0 (51.8)                | 16.6 (61.9)                | 15.6 (60.1)                | 12.6 (54.7)                | 8.0 (46.4)                 | 4.6 (40.3)                 | 1.5 (34.7)                 | −1 (30.2)                  |
| 雨量 mm （inch）                                  | 69.0 (2.717)               | 58.5 (2.303)               | 34.7 (1.366)               | 45.2 (1.78)                | 26.9 (1.059)               | 6.7 (0.264)                | 0.2 (0.008)                | 1.7 (0.067)                | 23.8 (0.937)               | 67.3 (2.65)                | 97.7 (3.846)               | 92.3 (3.634)               | 524 (20.631)               |
| 平均降雨日数 （≥1.0mm）                           | 6.9                        | 6.4                        | 4.8                        | 5.6                        | 3.2                        | 1.0                        | 0.1                        | 0.2                        | 2.5                        | 5.6                        | 7.2                        | 8.1                        | 51.6                       |
| % 湿度                                            | 75                         | 74                         | 71                         | 69                         | 70                         | 69                         | 68                         | 70                         | 71                         | 74                         | 74                         | 76                         | 71.8                       |
| 平均月間日照時間                                  | 184                        | 197                        | 228                        | 255                        | 307                        | 331                        | 354                        | 335                        | 252                        | 228                        | 187                        | 166                        | 3,024                      |
| 出典1：Agencia Estatal de Meteorología            |                            |                            |                            |                            |                            |                            |                            |                            |                            |                            |                            |                            |                            |
| 出典2：Agencia Estatal de Meteorología (extremes) |                            |                            |                            |                            |                            |                            |                            |                            |                            |                            |                            |                            |                            |

## 海岸
カディスは半島に位置し、とても美しいビーチがいくつかある。
プラジャ・デ・ラ・カレータ（La Playa de la Caleta）はカディスで最も愛されているビーチである。類稀な美しさとBarrio de la Viñaから近くあるため、常にカーニバルの歌で述べられる。 2つの城、サン・セバスチャン、サンタ・カタリーナの間に位置する旧市街のビーチである。
カディスの新区にあるプラジャ・デ・ラ・ビクトリア（Playa de la Victoria）は、カディスの観光客と先住民に最も訪れられるビーチである。ビクトリア浜の寸法といえば、約3kmの長さで、平均幅50mの砂もある。
プラジャ・デ・サンタ・マリーア・デル・マル（Playa de Santa María del Mar）またはプラジータ・デ・ラス・ムヘレス（Playita de las Mujeres）は、カディスの小さなビーチで、ビクトリア浜とカレータ浜の中間に位置している。カディス旧市街の素晴らしい景色を眺めることなどできる。
その他の浜辺として、トレゴルダ（Torregorda）やコルタドゥーラ（Cortadura）やエル・チャト（El Chato）など挙げられる。

## 人口
| カディスの人口推移 1900－2010                           |
|                                                         |
| 出典:INE（スペイン国立統計局）1900年 - 1991年、1996年 - |

## 政治
自治体首長はアンダルシーア国民党（Partido Popular Andaluz）のテオフィラ・マルティネス（Teófila Martínez）、自治体評議員はアンダルシーア国民党：17、アンダルシーア社労党（PSOE de Andalucía）：7、アンダルシーア統一左翼（IULV-CA）：3となっている（2011年5月22日の自治体選挙結果、得票順）。
| 1999年6月13日自治体選挙 |        |        |          |
| 政党                    | 得票数 | 得票率 | 獲得議席 |
| PP                      | 41,062 | 62.02% | 18       |
| PSOE                    | 14,271 | 21.56% | 6        |
| IULV-CA                 | 5,443  | 8.22%  | 2        |
| PA                      | 3,357  | 5.07%  | 1        |
| LV+IA                   | 679    | 1.03%  | 0        |
| その他                  | 403    | 0.61%  | 0        |

| 2003年5月25日自治体選挙 |        |        |          |
| 政党                    | 得票数 | 得票率 | 獲得議席 |
| PP                      | 40,667 | 60.09% | 18       |
| PSOE                    | 19,395 | 28.66% | 8        |
| IULV-CA                 | 3,698  | 5.46%  | 1        |
| PA                      | 1,379  | 2.04%  | 0        |
| VERDES                  | 1,021  | 1.51%  | 0        |
| PSA                     | 458    | 0.68%  | 0        |

| 2007年5月27日自治体選挙 |        |        |          |
| 政党                    | 得票数 | 得票率 | 獲得議席 |
| PP                      | 33,910 | 59.77% | 18       |
| PSOE                    | 15,524 | 27.36% | 8        |
| IULV-CA                 | 3,764  | 6.63%  | 1        |
| PA                      | 1,404  | 2.47%  | 0        |
| LV                      | 604    | 1.06%  | 0        |
| その他                  | 861    | 1.52%  | 0        |

| 2011年5月22日自治体選挙 |        |        |          |
| 政党                    | 得票数 | 得票率 | 獲得議席 |
| PP                      | 33,046 | 56.36% | 17       |
| PSOE                    | 13,015 | 22.20% | 7        |
| IULV-CA                 | 5,559  | 9.48%  | 3        |
| UPyD                    | 2,131  | 3.63%  | 0        |
| PA-EP-And               | 1,158  | 1,98%  | 0        |
| IZAN                    | 915    | 1.56%  | 0        |
| その他                  | 1,590  | 2.72%  | 0        |

## 観光
- 大聖堂
- 大地の門
- サン・フェリーペ・デ・ネリ教会
- サンタ・カタリーナ城
- 海の博物館
- トレー・タビラ
- バレーラ庭

### ギャラリー
- カディスから大西洋を臨む
- 大地の門（旧市街の入り口）
- 大聖堂

## スポーツ
カディスCFがカディスを本拠地とするサッカークラブ。リーガ・エスパニョーラに属する。

## 主な出身者
- マヌエル・デ・ファリャ - 作曲家。
- ホセマヌエル・カバジェロ - 小説家。
- ミゲル・マレティーネス・デ・ピニジョス - 政治家。
- ジョージ・ミード - アメリカ合衆国の職業軍人。
- ホセ・セレスティーノ・ムティス - 植物学者で数学者。

## 姉妹都市・友好都市
- ボルティモア、アメリカ
- インディオ (カリフォルニア州)、アメリカ
- ロチェスター (イングランド)、イングランド
- ブレスト、フランス
- カルタヘナ・デ・インディアス、コロンビア
- メキシコシティ、メキシコ
- ハバナ、キューバ
- サントス、ブラジル
- ミードウェイ、イギリス
- モンテビデオ、ウルグアイ
- タンジェ、モロッコ[24]
- ビジャ・シスネーロス、西サハラ
- ビブロス, レバノン
- セウタ、スペイン
- ウエルバ、スペイン
- ア・コルーニャ、スペイン
- モストレス、スペイン
- トーレビエハ、スペイン